# Special Unit 2
Special Unit 2 è una serie televisiva girata a Vancouver e trasmessa su UPN per due stagioni dall'11 aprile 2001 al 13 febbraio 2002. La serie è incentrata sulle gesta di una divisione top-secret della polizia di Chicago conosciuta come Special Unit 2.

## Episodi
| Stagione         | Episodi | Prima TV originale | Prima TV Italia |
| ---------------- | ------- | ------------------ | --------------- |
| Prima stagione   | 6       | 2001               | 2006            |
| Seconda stagione | 13      | 2002               | 2007            |

## Curiosità
Nell'episodio pilota non trasmesso, il Capitano Richard Page era sempre interpretato da Richard Gant, ma era chiamato Capitano William T. Page.